# El Rodeo, Guanajuato
El Rodeo är en ort i Mexiko.   Den ligger i kommunen Jerécuaro och delstaten Guanajuato, i den centrala delen av landet, 180 km nordväst om huvudstaden Mexico City. El Rodeo ligger 2 021 meter över havet och antalet invånare är 418.
Terrängen runt El Rodeo är kuperad västerut, men österut är den platt. Runt El Rodeo är det ganska tätbefolkat, med 78 invånare per kvadratkilometer. Närmaste större samhälle är Tarimoro, 13,8 km väster om El Rodeo. I omgivningarna runt El Rodeo växer huvudsakligen savannskog.